# 生駒山上站

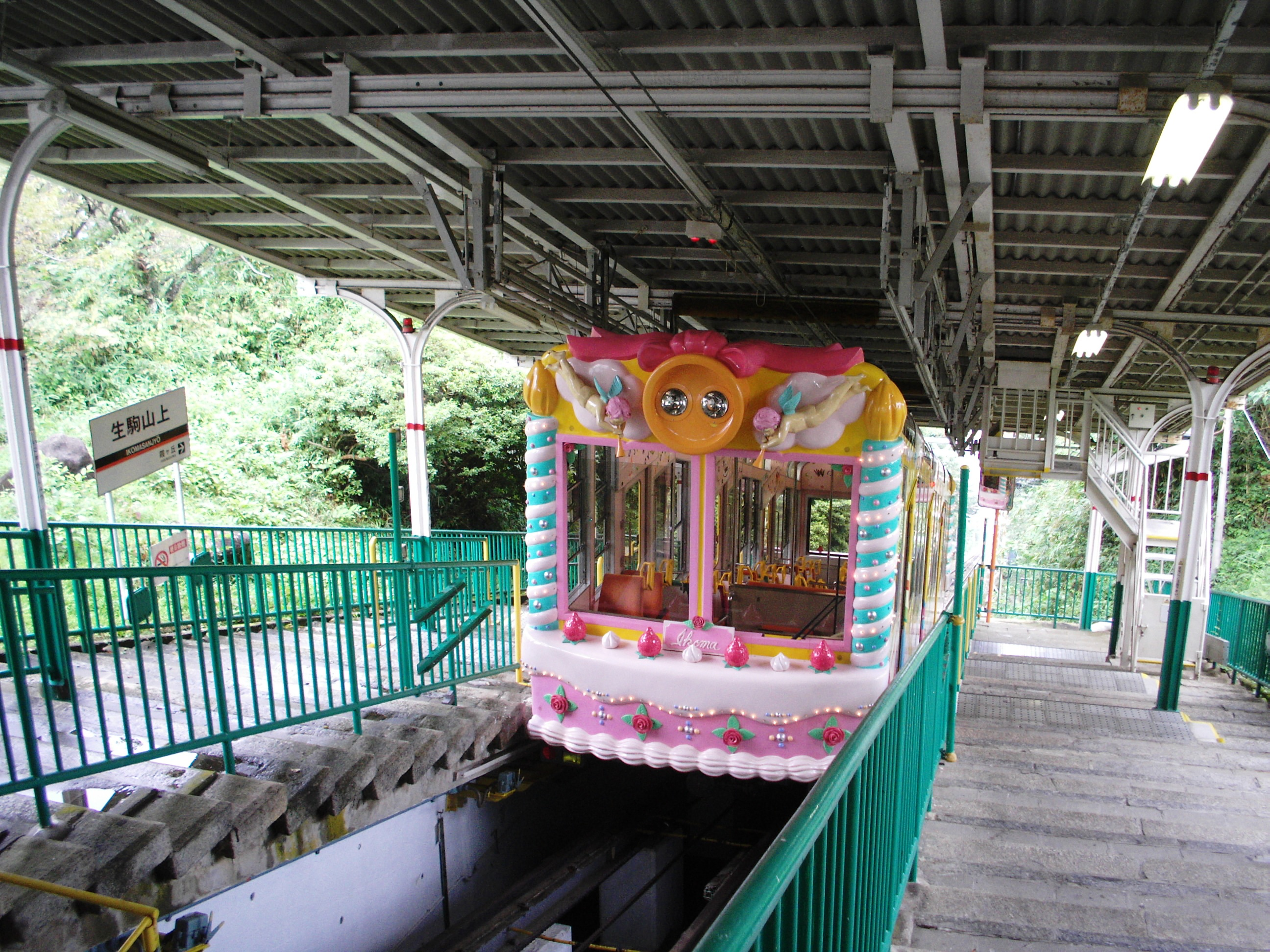
月台（2007年8月）

生駒山上站（日语：／ Ikomasanjo eki */?）是位於奈良縣生駒市菜畑町，近畿日本鐵道的生駒鋼索線（山上線）車站。車站編號為Y21。

## 歷史
- 1929年（昭和4年）3月27日 - 大阪電氣軌道（後來為近鐵）車站啟用[1]。
- 1944年（昭和19年）2月11日 - 車站暫停服務。
- 1945年（昭和20年）8月1日 - 車站重開。

## 車站構造
此站是地面車站，設有2面1線的港灣式月台。車站大樓內設有月台和止衝檔。通常只會使用右邊月台（面向止衝檔的右邊），對面月台一般情況下會封閉。廁所位於檢票口外，為男女分開的濕廁。

## 車站周邊
車站出口直接進入生駒山上遊園地，乘客前往遊樂場以外的地方時需要通過遊樂場通道。但是，在遊樂場需要收取入場費的時代，如果是當地居民便可以免收入場費。
另外在生駒山的山脊上設有近畿圈電視與電台的電波塔。

## 相鄰車站
近畿日本鐵道
 生駒鋼索線（山上線）
■直行
寶山寺（Y18）－生駒山上（Y21）
■普通
霞丘（Y20）－生駒山上（Y21）

## 注腳
1. ↑  「地方鉄道運輸開始」《官報》1929年4月10日（國立國會圖書館數碼化資料）
2. 1 2  内田幸一(2015年2月24日). “近鉄100年物語:生駒山上 眺望楽しむ憩いの場”. 毎日新聞 (毎日新聞社)

## 外部連結
- 生駒山上 - 近畿日本鐵道（日語）